# Расправа (телесериал)
«Расправа» (англ. Reprisal) — американский драматический телесериал. Премьера состоялась 6 декабря 2019 года на Hulu. 2 июня 2020 года Hulu закрыл сериал после одного сезона.

## Сюжет
Кэтрин Харлоу удалось выжить после покушения на убийство бандой её брата. Девушка поменяла имя на Дорис Куинн и начала новую жизнь. Но желание отомстить своим обидчикам приводит её обратно в местность, где она когда-то жила. 

## В ролях

### Основной состав
- Эбигейл Спенсер — Дорис Куинн / Кэтрин Харлоу
- Риз Уэйкфилд — Мэтти
- Мена Массуд — Итан Харт
- Мэдисон Девенпорт — Мередит Харлоу
- Родриго Санторо — Джоэл Келли
- Дэвид Дастмалчян — Джонсон
- Рори Кокрейн — Берт Харлоу

### Второстепенный состав
- Рон Перлман — Грэм
- Лиа Делария — Куини

## Список эпизодов
| №  | Название                     | Режиссёр                | Автор сценария       | Дата премьеры  |
| -- | ---------------------------- | ----------------------- | -------------------- | -------------- |
| 1  | «История о Гарольде Хорпусе» | Джонатан ван Тюллекен   | Джош Корбин          | 6 декабря 2019 |
| 2  | «Кремневое ружьё и гончая»   | Джонатан ван Тюллекен   | Джош Корбин          | 6 декабря 2019 |
| 3  | «Разгорячённый конфликт»     | Джонатан ван Тюллекен   | Нэйт Крокер          | 6 декабря 2019 |
| 4  | «О принципах конной охоты»   | Чери Ноулан             | Джастин Бойд         | 6 декабря 2019 |
| 5  | «Самая маленькая битва»      | Чери Ноулан             | Элизабет Хантер      | 6 декабря 2019 |
| 6  | «Ради любви к архипелагу»    | Эва Сёрхёуг             | Лиза Лонг            | 6 декабря 2019 |
| 7  | «25 или 6-4»                 | Эва Сёрхёуг             | Адам Лэш, Кори Учида | 6 декабря 2019 |
| 8  | «Сердце конской капусты»     | Джонатан ван Тюллекен   | Сальваторе Стэбайл   | 6 декабря 2019 |
| 9  | «Чёрт возьми!»               | Салли Ричардсон-Уитфилд | Нэйт Крокер          | 6 декабря 2019 |
| 10 | «Хорпус Ужасный»             | Джонатан ван Тюллекен   | Джош Корбин          | 6 декабря 2019 |

## Критика
Сериал получил преимущественно низкие оценки кинокритиков. На сайте Rotten Tomatoes он получил 53 % положительных отзывов на основе 19 рецензий. Автор Film.ru Алихан Исрапилов отмечает «Расправу» как «однозначно один из самых необычных сериалов» декабря 2019-го с   «пинап-атмосферой США 1950-х (милкшейки, неоновые лампы, уютные кафе, чистые заправки)» и «нестыдным экшеном».